# Marcello Semeraro
Marcello Semeraro (Monteroni di Lecce, 1947. december 22. –) olasz katolikus püspök, bíboros, a Szenttéavatási Ügyek Kongregációja prefektusa.

## Pályafutása
1971. szeptember 8-án szentelték pappá. A Lateráni Pápai Egyetemen posztgraduális tanulmányokat folytatott, majd a pugliai teológiai akadémián tanított teológiát.
Ferenc pápa pedig idén október 15-én a Szentek Ügyeinek Kongregációja prefektusává tette. 2020. április 13-án Ferenc pápa a bíborosi tanácsadó testület titkárává nevezte ki.

### Püspöki pályafutása
1998. július 25-én oriai püspökké nevezték ki. Szeptember 29-én szentelte püspökké a leccei székesegyház előtti téren Cosmo Francesco Ruppi leccei érsek, Domenico Caliandro Ugento-Santa Maria di Leuca-i és Donato Negro Molfetta-Ruvo-Giovinazzo-Terlizzi-i püspök segédletével.
2004. október 1-jén II. János Pál pápa Albanói püspökké neveztek ki. 2013. április 13-án a bíborosi tanács titkára lett. Ugyanezen év november 13-ától a Santa Maria di Grottaferrata területi apátság vezetését is rábízták apostoli adminisztrátorként.
2020. október 15-én Ferenc pápa a Szenttéavatási Ügyek Kongregációja prefektusává nevezte ki, és személyes érseki címet adott neki. Innentől korábbi egyházmegyéjét apostoli adminisztrátorként vezeti. A 2020. november 28-i konzisztóriumon a pápa bíborossá kreálta.